# Linchamientos de mayo de 1918
El 16 de mayo de 1918, el propietario de una plantación fue asesinado, lo que provocó una cacería humana que dio lugar a una serie de linchamientos en mayo de 1918 en el sur de Georgia (Estados Unidos). Una turba mató a al menos 13 personas negras a lo largo de las siguientes dos semanas. Entre los asesinados se encontraban Hayes y Mary Turner. Hayes fue asesinado el 18 de mayo, y al día siguiente (19 de mayo), su esposa embarazada Mary fue linchada junto con su bebé recién nacido. 
Estos linchamientos son ejemplos de la violencia de masas ejercida por motivos raciales por los blancos contra los negros en el sur de Estados Unidos, particularmente entre 1880 y 1930, el pico de los linchamientos. El condado de Brooks en Georgia, y Georgia entre los estados, tuvieron las tasas más altas de linchamientos del país durante este período. 
La Asociación Nacional para el Progreso de las Personas de Color (NAACP) citó el asesinato de Mary Turner en sus campañas contra los linchamientos de las décadas de 1920, 1930 y 1940. En la llamada «era de los linchamientos», de 1880 a 1930, la gran mayoría de estos asesinatos se cometieron en el sur. La mayoría de los miles de individuos linchados en los Estados Unidos eran negros y la mayoría eran hombres, aunque se sabe que al menos 159 mujeres fueron linchadas. 

## Antecedentes
Los linchamientos se produjeron en respuesta al asesinato de Hampton Smith. Hampton Smith, de 25 años (aunque los periódicos que cubrían su muerte le atribuyeron erróneamente 31 años), era un plantador blanco casado que era dueño del Old Joyce Place, una gran plantación próxima a Morven (Georgia), en el condado de Brooks. Era conocido entre los trabajadores negros por ser un jefe abusivo, lo que le dificultaba contratar mano de obra agrícola. Smith resolvió la escasez de mano de obra, al igual que otros muchos plantadores, mediante el uso de arrendamiento de mano de obra penitenciaria, un sistema por el que él pagaba la sanción de un convicto, que tendría que trabajar para él hasta que la deuda fuera satisfecha. Uno de los trabajadores que pasaron a disposición de Smith de esta manera era Sidney Johnson a cambio de pagar su sanción de 30 dólares por «jugar a los dados». Las autoridades prestaban poca atención a los convictos arrendados, de forma que los convictos, abrumadoramente negros, eran a menudo maltratados en lo que el periodista Douglas Blackmon calificó de «esclavitud con otro nombre».
Johnson sufrió varias palizas a manos de Smith, una de las cuales motivada por negarse a trabajar estando enfermo. Smith también había dispensado un trato violento hacia otros trabajadores negros. Tras haber golpeado a Mary Turner, el esposo de esta, Hayes Turner, amenazó a Smith. Turner fue condenado por un jurado totalmente blanco y sentenciado a estar en una cadena de presidiarios. 
Johnson disparó a Smith y a su esposa a través de una ventana, matando a Smith e hiriendo a su esposa. Huyó de la escena, escondiéndose con éxito en Valdosta (Georgia) durante varios días. En respuesta, una turba blanca acometió una cacería humana, principalmente en el condado de Brooks. 

## Linchamientos
Durante la cacería, la turba mató al menos a 13 personas negras a lo largo de las dos semanas siguientes. El 17 de mayo, Will Head y Will Thompson fueron capturados en dos áreas diferentes; Esa noche, Head fue linchado cerca de Troupville en el vecino condado de Lowndes, y Thompson cerca de Barney en el condado de Brooks. Los participantes de la turba relataron a Walter F. White, investigador de la NAACP, que los hombres habían sido acribillados con más de 700 balas. Julius Jones también fue capturado y linchado cerca de Barney. 
Chime Riley era un hombre negro del que al principio se rumoreaba que había dejado el condado de Brooks, aunque no tenía ninguna relación conocida con Smith. Fue linchado y arrojado al río Little, a la altura del condado de Brooks, con tazas de trementina atadas a pies y manos a modo de pesas para arrastrarlo al fondo.
Simon Schuman (también visto como Shuman), sin relación con Smith, fue sacado de su casa durante los disturbios y, de acuerdo con Walter White, nunca se le volvió a ver. Su familia fue expulsada de la casa y el interior fue destruido. La mayoría de los historiadores posteriores concluyeron que Schuman había sido linchado por los blancos en este tumulto. El informe de Walter White relacionado con la desaparición de Schuman resultó inexacto. De acuerdo con los relatos periodísticos de un mes después de los tumultos de mayo, Schuman fue arrestado por las autoridades del condado de Brooks a finales de junio de 1918 después de que un hombre llamado «Shorty» Ford, entonces bajo custodia en Jacksonville (Florida) por cargos relacionados con el asesinato de Smith, implicara también a Schuman. El 25 de junio de 1918, Schuman fue sacado de la cárcel del condado de Brooks a un lugar desconocido para evitar su linchamiento. Schuman sobrevivió a este calvario y se mudó a Albany (Georgia) poco después.
Sidney Johnson, que había matado a Smith, llegó Valdosta, la sede del condado de Lowndes, donde se escondió unos días. Un día pidió comida a otro hombre negro, y este notificó a la policía. El jefe de policía Calvin Dampier llevó a la casa a un grupo de oficiales armados con rifles de alta potencia (uno de los cuales era su hermano), sabiendo que Johnson tenía una escopeta y una pistola. Una vez en el lugar, emprendieron un tiroteo contra Johnson. Al terminar el tiroteo, la policía entró en la casa y encontró el cuerpo de Johnson, ya muerto, aunque había herido a los dos hermanos Dampier y a Dixon Smith. Mientras tanto, se había congregado una turba alrededor, y, ya privada de la posibilidad de linchar a Johnson, mutiló el cadáver y lo arrastró con un automóvil en procesión a lo largo de la calle Patterson hasta Morven. Allí colgaron el cuerpo de un árbol próximo a la escena del crimen y lo quemaron.

### Hayes y Mary Turner
Entre las víctimas de la cacería del asesino de Smith estaba Hazel «Hayes» Turner (15 de agosto de 1892 – 18 de mayo de 1918), un hombre afroestadounidense, conocido por haber tenido conflictos con Smith, y que fue linchado después de ser acusado de asesinato en el condado de Lowndes (Georgia). El periódico The Spokesman-Review informó de su linchamiento el 20 de mayo de 1918. Cuando su esposa, Mary Turner, denunció el asesinato, fue linchada junto con su bebé recién nacido.
Hayes Turner fue detenido en la mañana del sábado 18 de mayo y encarcelado en Valdosta, la sede del condado de Lowndes. Más tarde, pero en el mismo día, el sheriff del condado de Wade y un secretario del juzgado lo sacaron, aparentemente para trasladarlo a Quitman, la sede del condado de Brooks. En el camino, Turner fue secuestrado por una multitud y linchado cerca del arroyo Okapilco en el condado de Brooks, a unas 3 millas y media (5,5 km) de la ciudad. Su cuerpo quedó colgado de un árbol a lo largo del fin de semana y no fue bajado hasta el lunes.
Otro hombre negro fue linchado ese día cerca de Old Camp Ground; pudo haberse tratado de Eugene Rice. Los periódicos lo identificaron como una víctima de la marabunta; nunca estuvo asociado con el asesinato de Smith de ninguna manera.
Aproximadamente una semana después, los cuerpos de tres hombres negros no identificados fueron sacados del río Little, debajo de Barney. No quedaba claro si eran víctimas nuevas o viejas. En el momento de la investigación realizada por Walter White poco después de estos eventos (ver más abajo), los cuerpos habían desaparecido de la custodia policial sin confirmación de su identidad.
Después de que Hayes Turner fue asesinado, su afligida esposa Mary Turner, que estaba embarazada de ocho meses, denunció públicamente el linchamiento de su esposo. Negó que su esposo haya estado involucrado en el asesinato de Smith y amenazó con hacer arrestar a miembros de la multitud. La multitud se volvió contra ella, decidida a «enseñarle una lección». Aunque huyó, fue capturada en el mediodía del 19 de mayo. La multitud de varios cientos de personas la llevó a las proximidades del puente Folsom sobre el río Little, que forma la frontera entre los condados de Brooks y Lowndes.
Según Walter White, Mary Turner fue atada y colgada boca abajo por los tobillos, rociada con gasolina y quemada. Le abrieron el vientre con un cuchillo. Su bebé cayó al suelo y dio «dos gritos débiles» antes de que un miembro de la multitud le aplastara la cabeza con el talón, todo ello en presencia de la madre, todavía viva. Acto seguido, dispararon cientos de balas al cuerpo de la madre. Bajaron del árbol el cadáver de Mary Turner y lo enterraron junto con el del bebé cerca del árbol, marcando la tumba con una botella de whisky. El periódico The Atlanta Constitution publicó un artículo con el subtítulo: «La furia del pueblo no tiene límites».

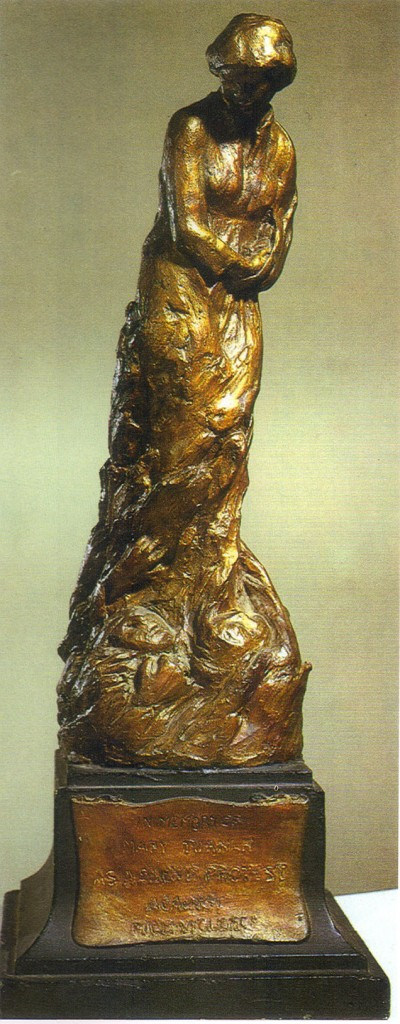
Meta Vaux Warrick Fuller, Mary Turner, escultura de yeso pintado, 1919

## Secuelas
Después de los linchamientos, más de 500 residentes negros huyeron del área para escapar de la violencia, aunque los blancos amenazaron con matar a los trabajadores negros que intentaran irse. : 33  Los linchamientos causaron una breve protesta a nivel nacional y fueron destacados en las campañas de la NAACP para que el Congreso aprobase leyes federales contra los linchamientos. 

### Cobertura mediática
Los periódicos de blancos y los de negros cubreron el linchamiento de Mary Turner de manera diferente; los periódicos blancos no mencionaron su embarazo ni el brutal asesinato de su bebé recién nacido, mientras que los informes negros lo enfatizaron. Después del incidente, Associated Press escribió que Mary Turner había hecho «comentarios imprudentes» sobre el asesinato de su esposo, y que «la gente, en un estado de ánimo indignado, se ofendió por sus comentarios, así como por su actitud».

### Investigación
Walter F. White, secretario asistente de la NAACP, fue al sur de Georgia para realizar una investigación sobre los linchamientos de Brooks y Lowndes. : 32  Aunque el gobernador de Georgia, Hugh Dorsey, recibió un informe completo de su investigación de los asesinatos de Turner, que incluía los nombres de dos instigadores y 15 participantes, nadie fue formalmente acusado por los asesinatos de Turner. Era habitual en el Sur que los linchamientos no terminaran siquiera en juicio. 
En 1922, el congresista Leonidas C. Dyer de St. Louis (Misuri), presentó un proyecto de ley contra los linchamientos ante la Cámara de Representantes de los Estados Unidos, que lo aprobó de manera abrumadora. Sin embargo, el bloque demócrata blanco del Sur Sólido en el Senado impidió mediante el filibusterismo que el proyecto de ley se votara en 1922, 1923 y de nuevo en 1924. 

## Legado

### Negación
A fines de la década de 1990, los linchamientos de Turner habían atraído una atención renovada por parte de los historiadores. En el curso de sus investigaciones de los linchamientos en 1998, la historiadora Julie Buckner Armstrong visitó el Museo y Sociedad Histórica del Condado de Lowndes y el Museo y Centro Cultural del Condado de Brooks. Los directores en ese momento negaron tener conocimiento de los linchamientos y afirmaron que en los condados nunca se habían producido linchamientos. Los directores posteriores mostraron una mejor disposición en la búsqueda de material en sus propiedades sobre los linchamientos.

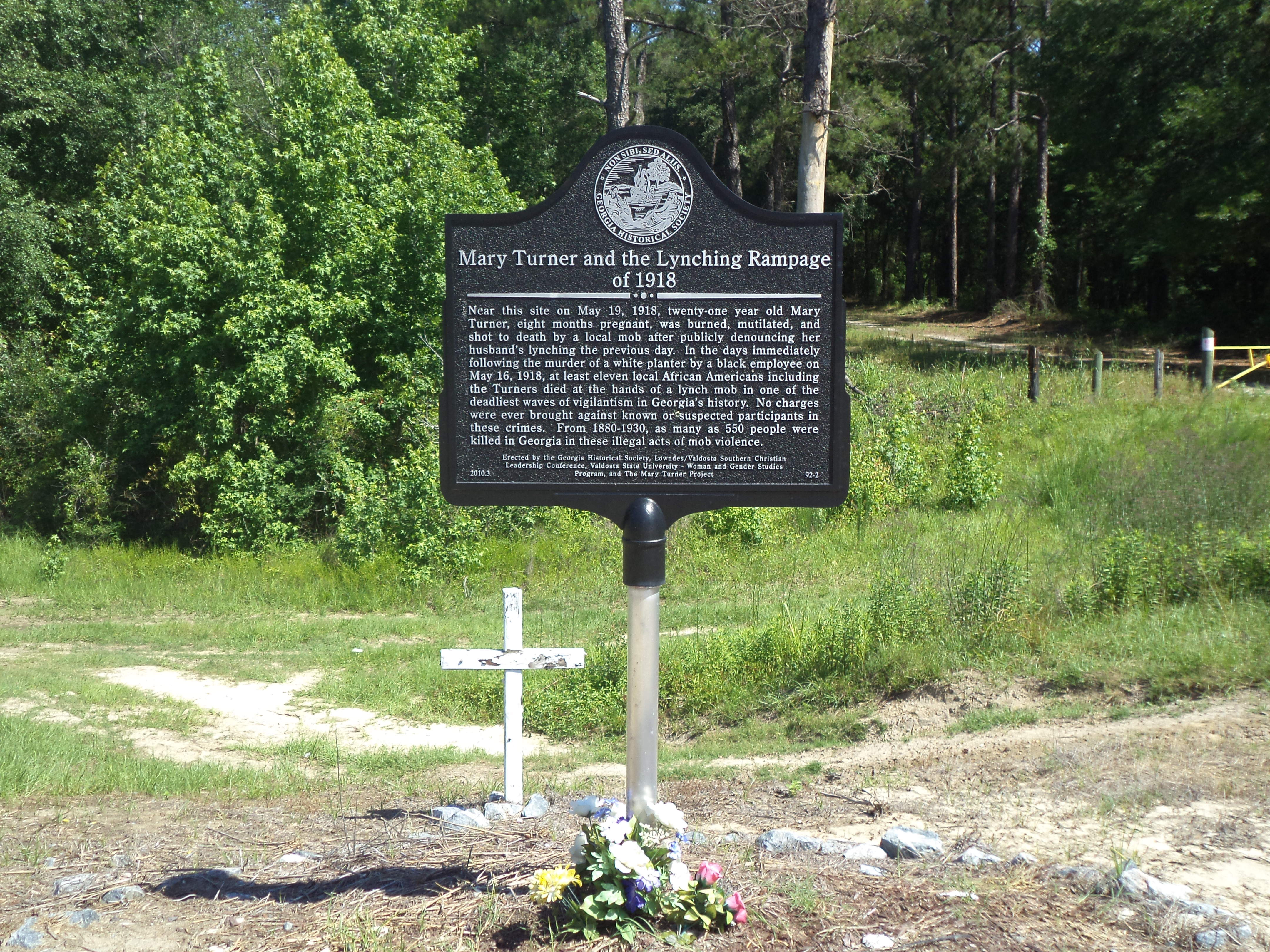
Placa conmemorativa en el condado de Lowndes (Georgia)

### Reconocimiento
En 2008, se creó el Proyecto Mary Turner. Se define como «un colectivo diverso y voluntario de base de estudiantes, educadores y miembros de la comunidad local que están comprometidos con la justicia racial y la sanación racial». Ha llevado a cabo eventos conmemorativos, conferencias y sesiones de enseñanza para educar a estudiantes y ciudadanos sobre los eventos de los linchamientos de mayo de 1918 y en un sentido más general sobre las historias de injusticia racial. Contribuyó a obtener apoyo para instalar una placa conmemorativa para honrar a Mary Turner y recordar estos hechos. Contó con el patrocinio de la Sociedad Histórica de Georgia, la Conferencia Sur de Liderazgo Cristiano y otros grupos. 
El 15 de mayo de 2010, se colocó una placa en honor a Mary Turner cerca del sitio donde se produjo el linchamiento. La placa incluye una descripción de los asesinatos asociados de personas negras por parte de multitudes blancas en 1918, especialmente los linchamientos de los Turner. En julio de 2013, se descubrió que la placa tenía cinco agujeros de bala disparados por un vándalo desconocido.